# Вінсент Спано
Вінсент М. Спано молодший (англ. Vincent M. Spano Jr.; нар. 18 жовтня 1962) — американський актор.

## Життєпис
Вінсент Спано народився 18 жовтня 1962 року в Брукліні, Нью-Йорк.

## Кар'єра
Розпочав свою кінокар'єру в 14 років, але грав на той час в основному в малобюджетних фільмах.
У 1988 році був номінований на премію «CableACE Award» у категорії «найкращий актор у фільмі або мінісеріалі» за роль у телефільмі «Кровні зв'язки» (1986).

## Фільмографія
- 1983 — Бійцівська рибка (Rumble Fish)
- 1983 — Крихітко, це ти (Baby It's You)
- 1984 — Коханці Марії (Maria's Lovers) — Ел Ґрізеллі
- 1991 — Оскар (Oscar)
- 1993 — Живі (Alive)
- 2000 — Пророцтво 3 (The Prophecy 3: The Ascent)
- 2003 — Територія смерті: дорога додому (Deathlands: Homeward Bound)
- 2007 — Пандемія (Pandemic)
- 2015 — Перлі Гейтс (Pearly Gates) — Майор / Сатана
- 2018 — Схильність (Bent) — Чарлі Горват
- 2020 — Афера по-голлівудськи (The Comeback Trail) — Джої Сільва
- 2020 — Зведені брати (Half Brothers) — Містер Бі
- 2021 — Torch — Габріель Коронадо
- 2023 — Wonderwell — Франко